# Ágios Ioánnis (Parélii, Corfou)
Pour les articles homonymes, voir Ágios Ioánnis.
Ágios Ioánnis (grec moderne : Άγιος Ιωάννης) est une localité située dans le dème de Corfou-Centre et des îles Diapontiques, dans le district régional de Corfou, dans la périphérie des Îles Ioniennes, en Grèce.
Selon le recensement de 2021, elle compte 951 habitants.